# خوسيه إغناسيو بيليتيرو
خوسيه إغناسيو بيليتيرو رامايو (بالإسبانية: José Ignacio Peleteiro Ramallo)‏ (مواليد 16 يونيو 1991) هو لاعب كرة قدم إسباني ، يلعب في مراكز الجناح الأيمن والأيسر وخط الوسط الهجومي ، ويلعب حاليًا لنادي إيبار الإسباني معارًا من نادي برينتفورد لموسم واحد من 15 يناير 2016 إلى 30 يونيو 2017.

## روابط خارجية
- خوسيه إغناسيو بيليتيرو على موقع قاعدة بيانات كرة القدم.إي يو (الإنجليزية)
- خوسيه إغناسيو بيليتيرو على موقع ليكيب (الفرنسية)
- خوسيه إغناسيو بيليتيرو على موقع Soccerbase.com (لاعب) (الإنجليزية)
- خوسيه إغناسيو بيليتيرو على موقع Soccerway.com (الإنجليزية)
- خوسيه إغناسيو بيليتيرو على موقع عالم كرة القدم.نت (الإنجليزية)
- خوسيه إغناسيو بيليتيرو على موقع AS.com (الإسبانية)